# Aïn El-Hanech
Aïn El-Hanech (Arabisch: عين الحنش , Bron van de slang) is een Early Stone Age-vindplaats op de locatie van een oud meer, gelegen in de gemeente Guelta Zerka, ongeveer 7 km ten noordwesten van El Eulma, in de wilaya van Sétif in Algerije.

## Geschiedenis van het onderzoek
De site van Aïn El-Hanech werd in 1947 ontdekt door de Franse paleoantropoloog Camille Arambourg (1885-1969), tijdens zijn paleontologisch onderzoek naar continentale afzettingen in de regio Sétif.

## Beschrijving
De site leverde fossiele botten op van dieren uit het Vroeg Pleistoceen, geassocieerd met een chopper-industrie van het Oldowan-type. De paleofauna omvatte olifanten, paardachtigen, runderen, zwijnen, nijlpaarden en neushoorns. De bewerkte kiezelstenen bestaan uit veelvlakken, subsferoïden en gefacetteerde sferoïden, analoog aan die gevonden op de Olduvai-locaties in Tanzania. Ze werden gevonden in een laag die volgens het paleomagnetisme 1,8 miljoen jaar oud was. Het betreft kiezelstenen die door rudimentair bijwerken tot stenen werktuigen zijn gevormd.

## Paleomilieu
De overblijfselen van flora en fauna weerspiegelden een omgeving van alluviale vlakte en open savanne vergelijkbaar met die welke momenteel in het Middellandse Zeegebied voorkomt.
De site getuigt van seizoensgebonden bewoning aan de oevers van een oud meer. Dergelijke locaties leverden kalksteen en vuursteenknollen op voor het maken van werktuigen, en de mogelijkheid om op dieren te jagen die kwamen drinken.

## Analyse
Hoewel er op de locatie geen menselijke fossielen zijn gevonden, illustreert de ouderdom van de Aïn El-Hanech-afzettingen de vroege expansie van de vroege mens naar Noord-Afrika, minstens 1,8 Ma geleden.
- Virtual International Authority File: 53144647635759345493